# Villefranche (Gers)
Villefranche è un comune francese di 163 abitanti situato nel dipartimento del Gers nella regione dell'Occitania.

## Società

### Evoluzione demografica
Abitanti censiti